# NGC 4657
NGC 4657 este o galaxie situată în constelația Câinii de Vânătoare. A fost descoperită în 20 martie 1787 de către William Herschel.